# 星堤

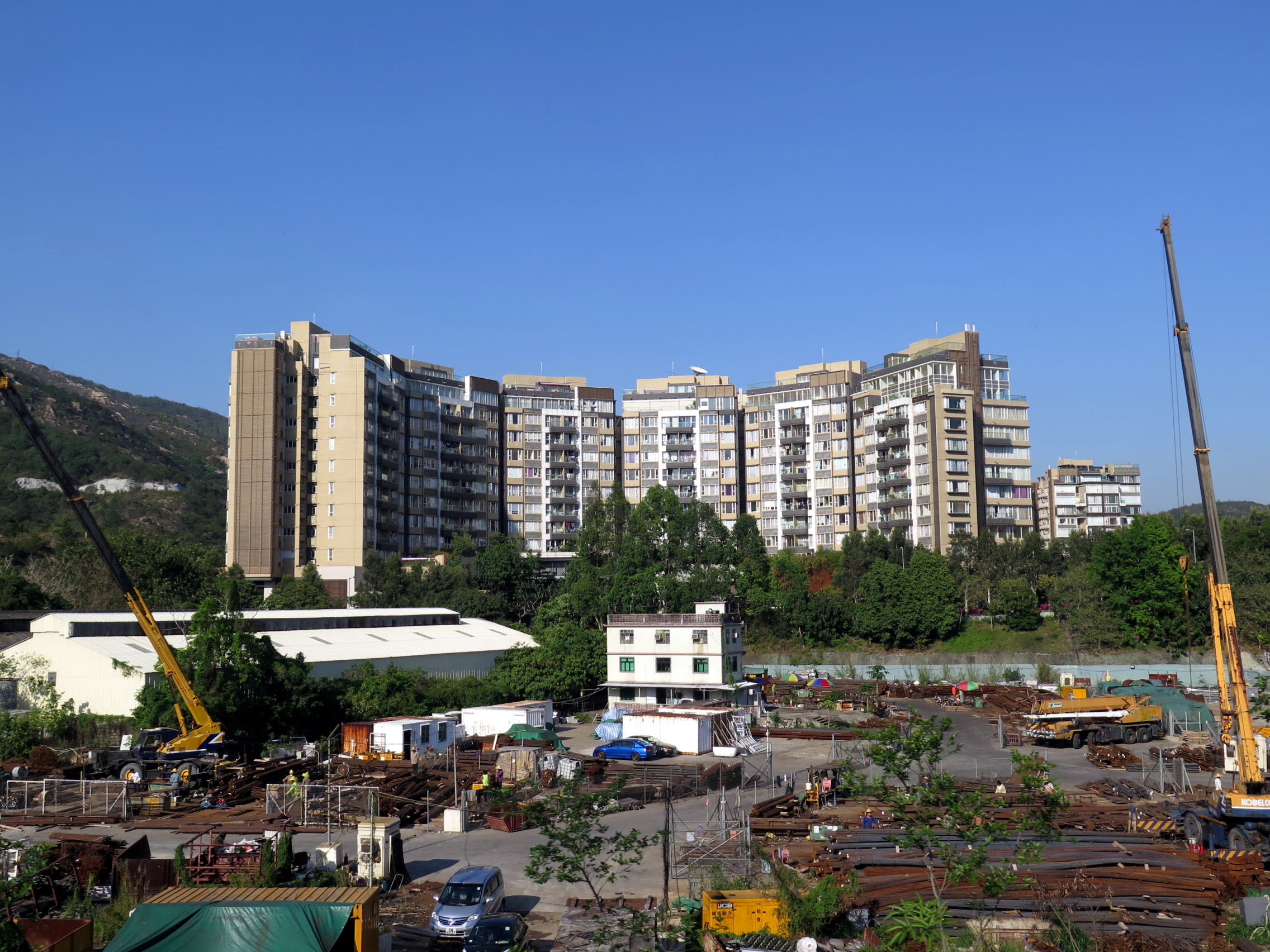
星堤第6至11座

星堤（英語：Avignon）是位於香港屯門青山公路掃管笏掃管笏路1號的一座中密度私人住宅，於2011年第3季入伙，發展商為新鴻基地產，項目由關善明建築師事務所設計。屋苑共有10座大廈及30幢洋房，合计提供459伙單位。楼盘于2010年10月4日被命名为星堤，採用之升降機為三菱電機，示範單位設於環球貿易廣場11樓。

## 特色
Avignon是法國南部一個地方名，當地曾發生天主教會大分裂。唯星堤不在海岸邊，毗鄰住宅愛琴海岸及香港黃金海岸。
星堤自設住客會所及大型花園，設有110呎長的紅葉大道、仿莫奈後花園、水池、日本橋、落地玻璃宴會廳等。部分交樓標準送加格瑙、博德宝、西門子（Siemens）等家電。星堤大廈全部是內置樓梯的複式住宅，頂層自設空中花園及天台私家泳池。

## 鄰近
- 掃管軍營
- 愛琴海岸
- 龍珠島
- 蟠龍半島
- 新咖啡灣
- 香港黃金海岸
- 哈羅香港國際學校
- 珠海學院